# Takéo
Takéo, actualmente llamada Doun Keo (en camboyano: ក្រុងដូនកែវ ; literalmente "abuela de cristal") es la capital de la provincia de Takéo, Camboya. En 1998 tenía una población de 39 186. La ciudad y la provincia son conocidas por el tejido de seda, y la provincia alberga alrededor de 10 000 del total de 15 000 tejedores camboyanos. La mayoría de los tejedores de seda de las aldeas se encuentran cerca de la carretera nacional en dirección a la ciudad de Takéo. La técnica del tejido de la seda podría haber llegado a los jemeres durante el Reino de Funán, probablemente en el siglo II, desde India y China.[cita requerida]

## Gente notable
- Pen Sovan (1936-2016), primer ministro
- Chinary Ung (nacido en 1942), compositor